# 流域

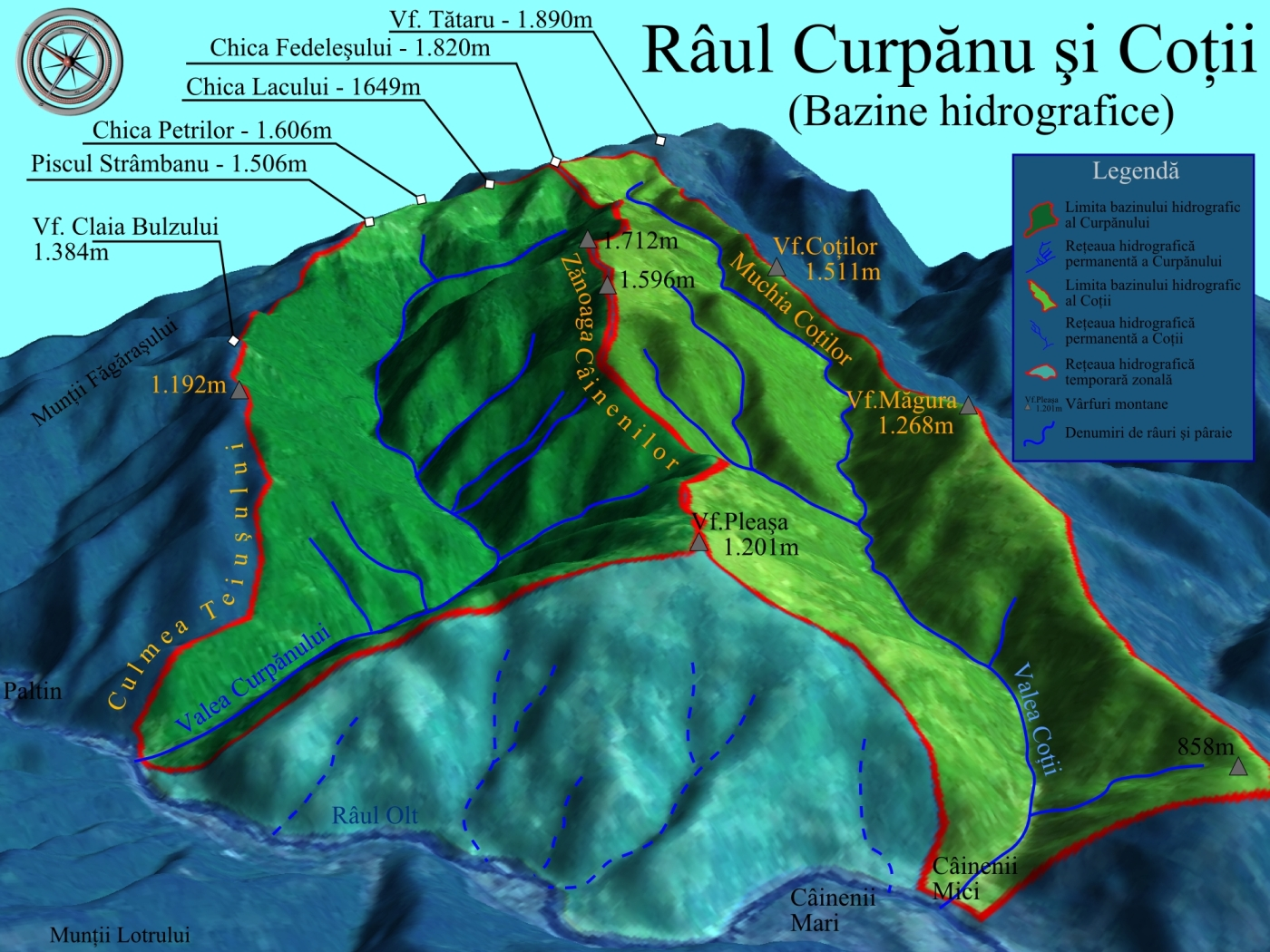
赤色の線で囲まれた範囲がそれぞれの河川の流域にあたる。

流域（りゅういき、英語: watershed, drainage basin）は、特定の河川へ流出する降水の降下範囲のことである。水文学において、基礎的な単位地域となる。

## 概説
複数の流域が接する境界を分水界と呼ぶが、分水界に降った水は地形の状況に沿っていずれかの流域に入り、やがては流れとなって名のある川に収斂される。
最終的に川として海や内海に注ぐことになる（なお、乾燥地帯では蒸発するなど、例外はある）が、この淡水の地表における循環が収斂の範囲とする領域が「流域」であると言ってもよい。
川や湖沼などの水が直接に影響している周辺地域のみを「流域」と呼ぶこともあるが、基本的には分水界の内側は全てその流域に属するものとされる。
流域の形状は円形や楕円形、長細いものがあり、長い川ほど広くなる。流域面積の算出は洪水の際の出水場所・量を予測するための重要な要素となっている。
川上では河川の分水界に囲まれた地域が明確であるが、川下では氾濫などによって時代とともに流路が変わるため、隣接する流域と重複するなど曖昧である。
流域面積については
- 世界一は約705万km²のアマゾン川。
- 日本一は約1万6840km²の利根川。

## ギャラリー

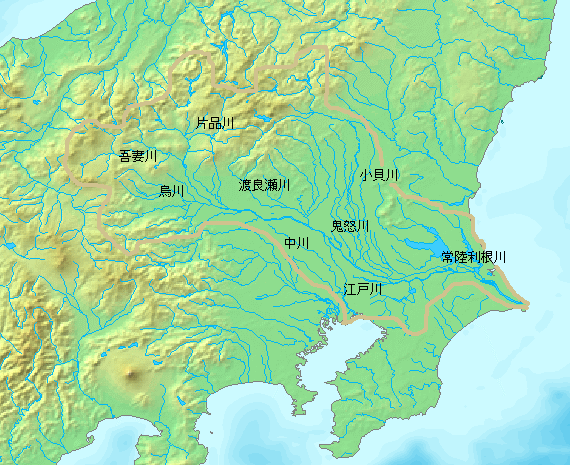
利根川流域（茶線の範囲）。江戸時代の利根川東遷事業で江戸川となった旧河口の流域も分岐している。
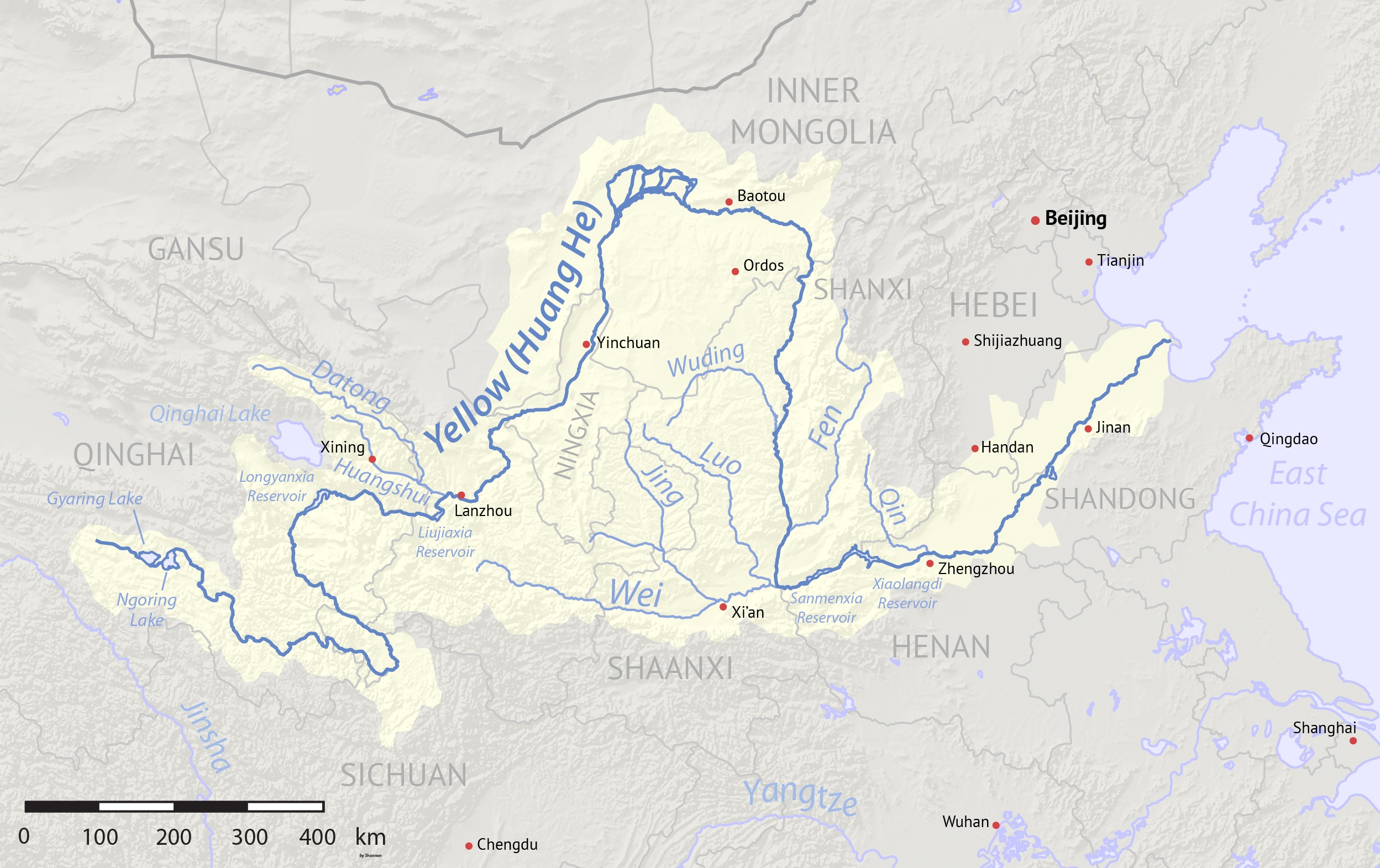
黄河流域。黄砂の堆積により下流は天井川となり、黄河流域は流路の周辺に限定される。
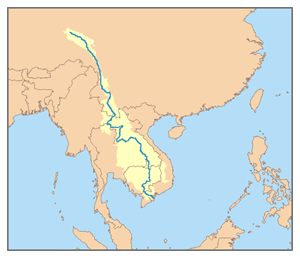
メコン川流域。長江とサルウィン川に挟まれて並走する上流域のチベット高原は深い谷になり、流域はきわめて狭い。
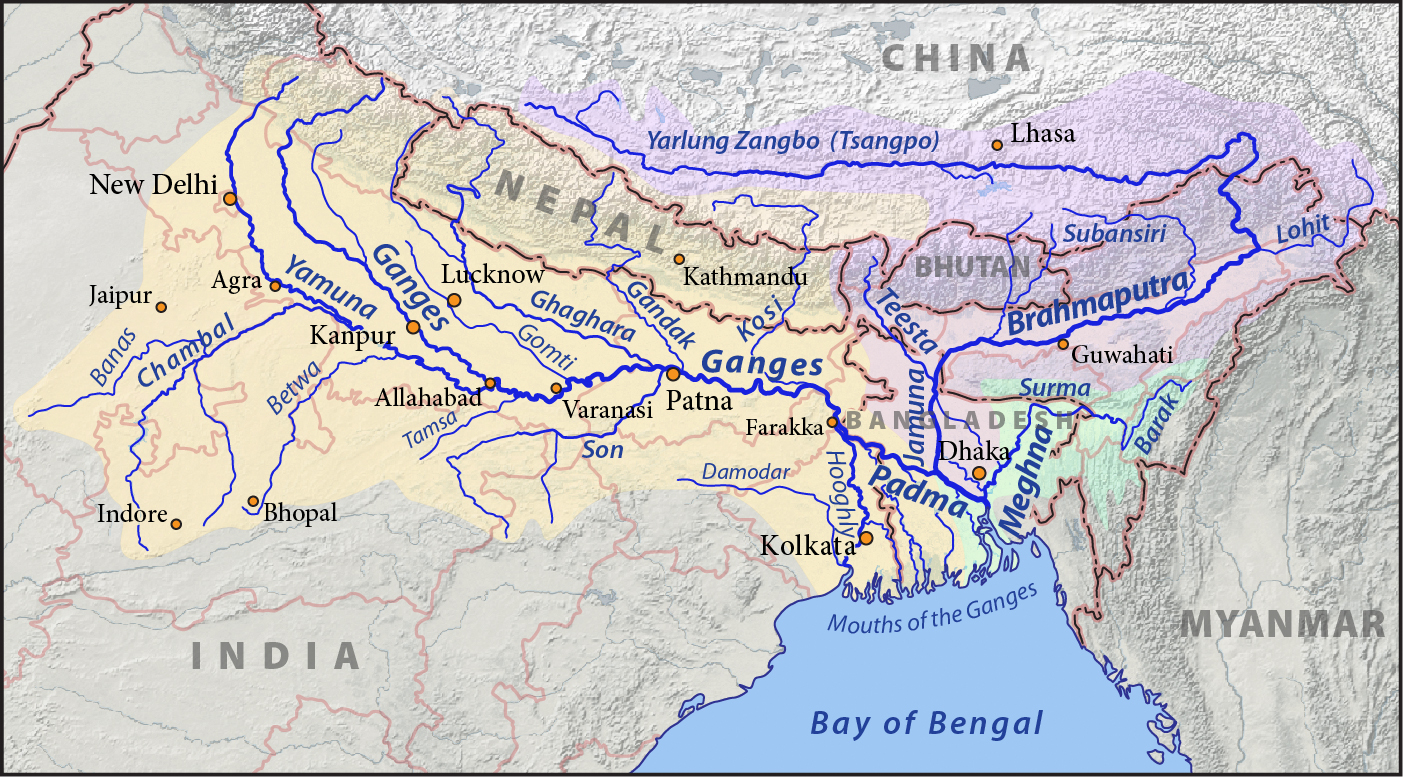
ガンジス川流域。ヒマラヤ山脈を迂回するブラマプトラ川と合わせて、ヒマラヤ山脈全体を流域とする。
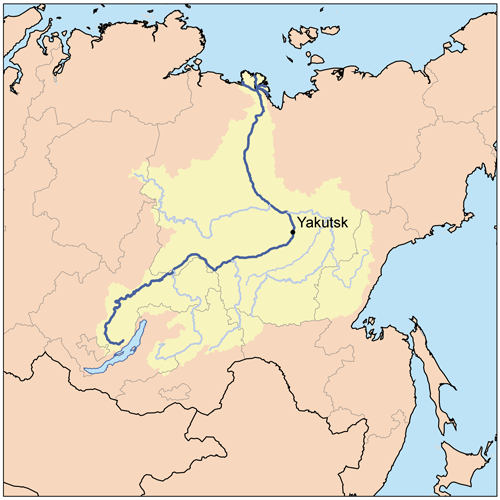
レナ川流域。バイカル湖とは分水嶺で隔たれ、バイカル湖は隣のエニセイ川流域に属する。
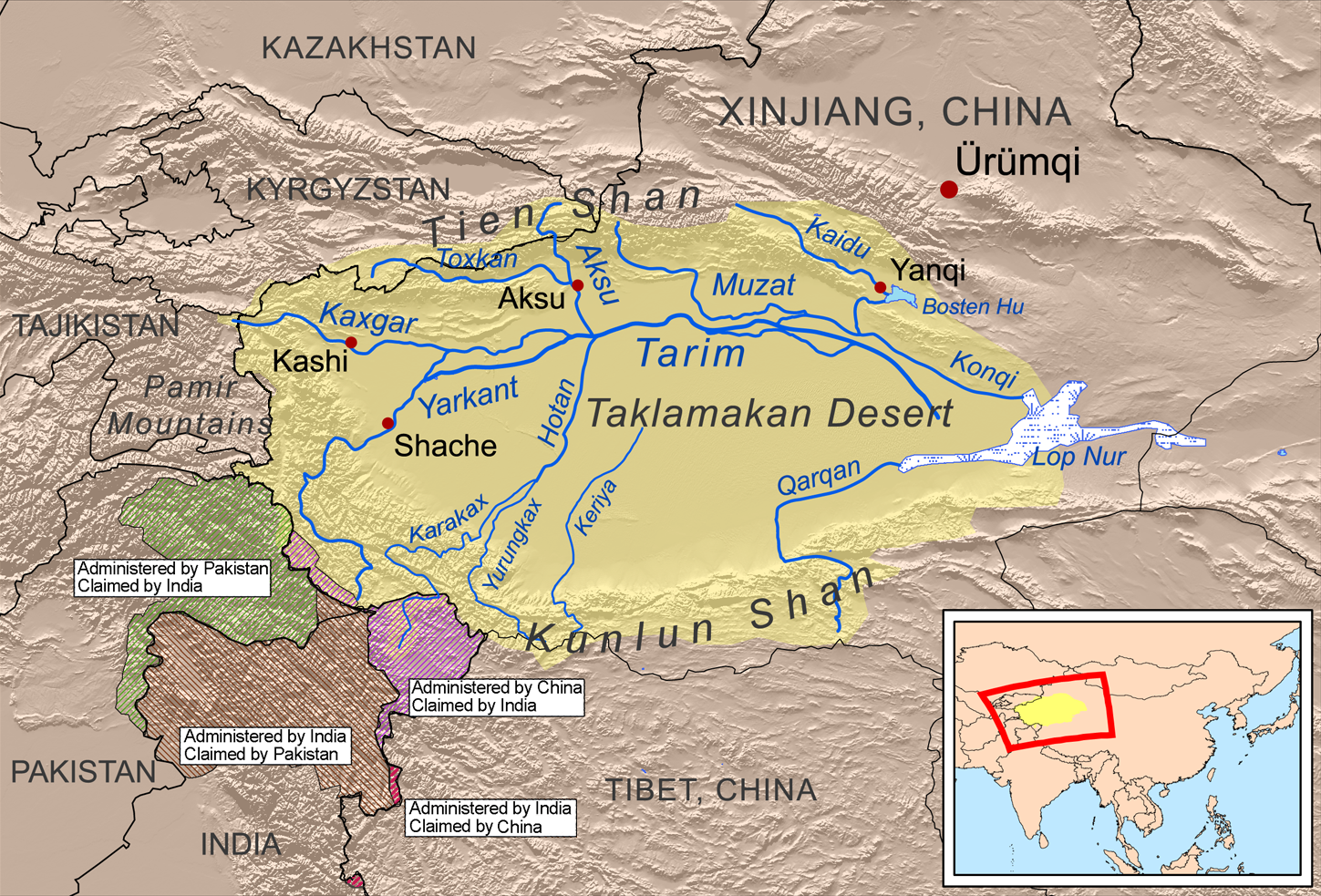
タリム川流域。河口のない内陸河川で、タリム盆地・タクラマカン砂漠全土を流域とする。
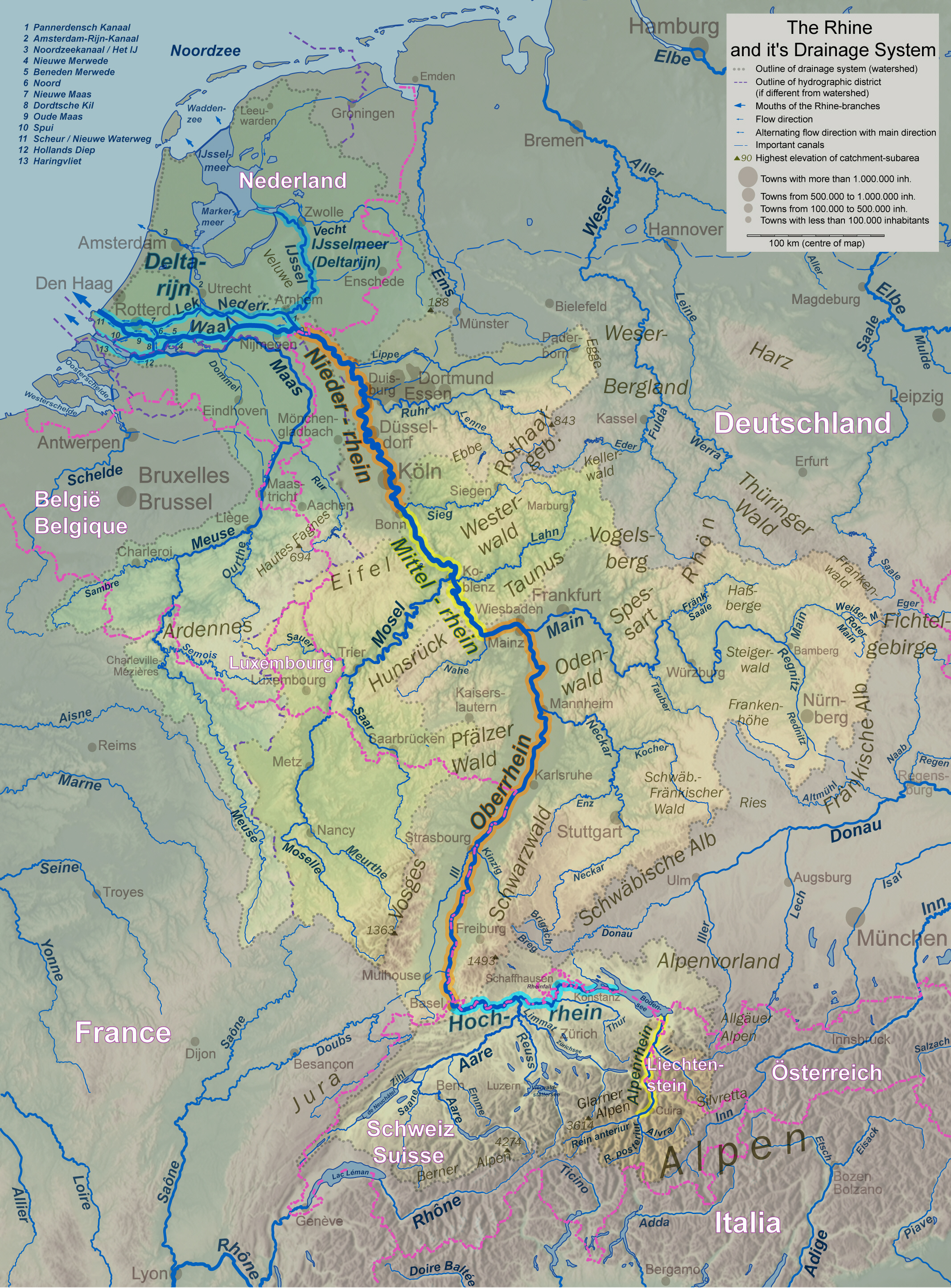
ライン川流域。東西からローヌ川とドナウ川が食い込み、上流域はくびれている。
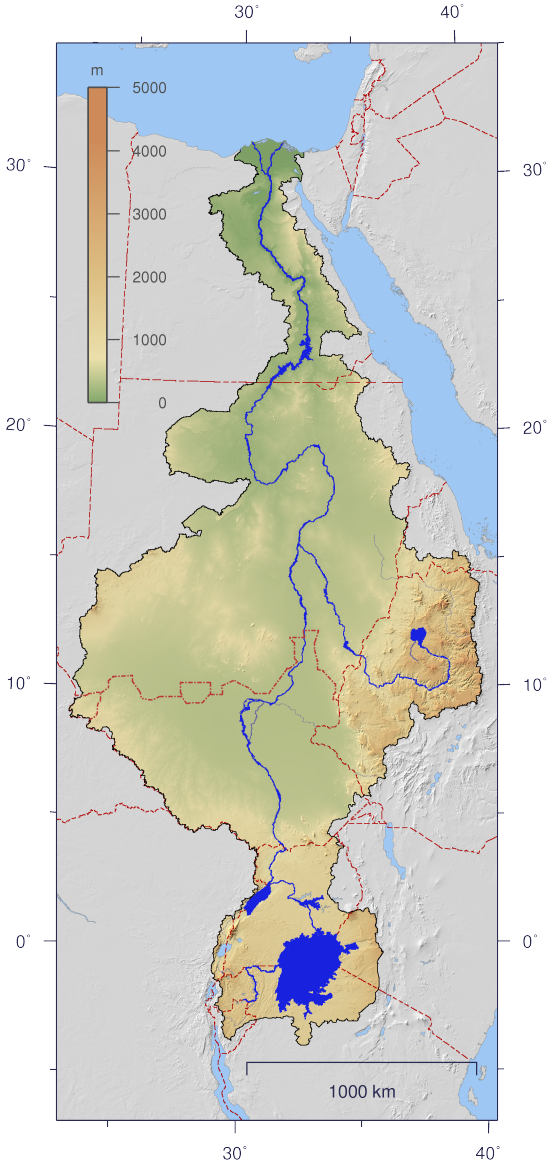
ナイル川流域。アフリカ大地溝帯全体を流域とし、流域面積世界5位を保持している。
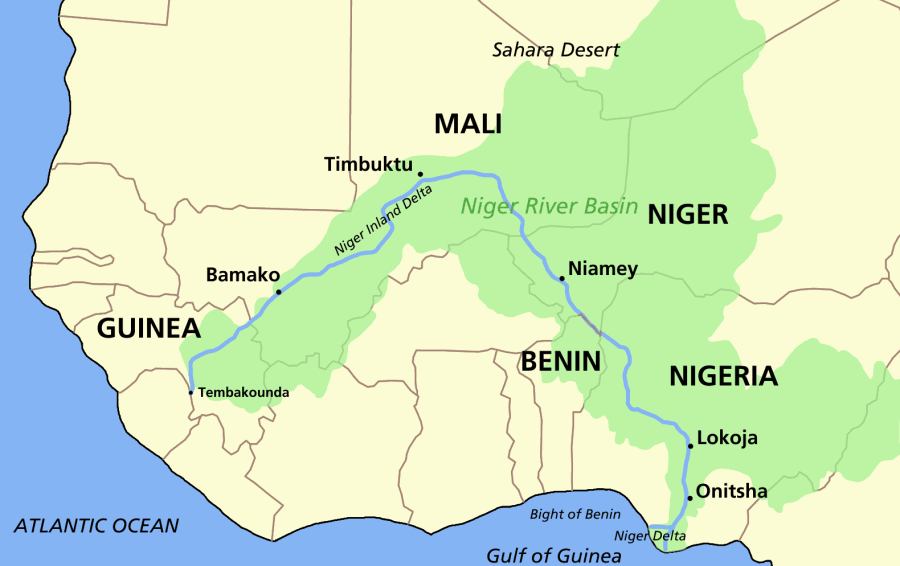
ニジェール川流域。沿岸部の方が高原となっているため、サヘル方面に迂回してギニア湾に達する。
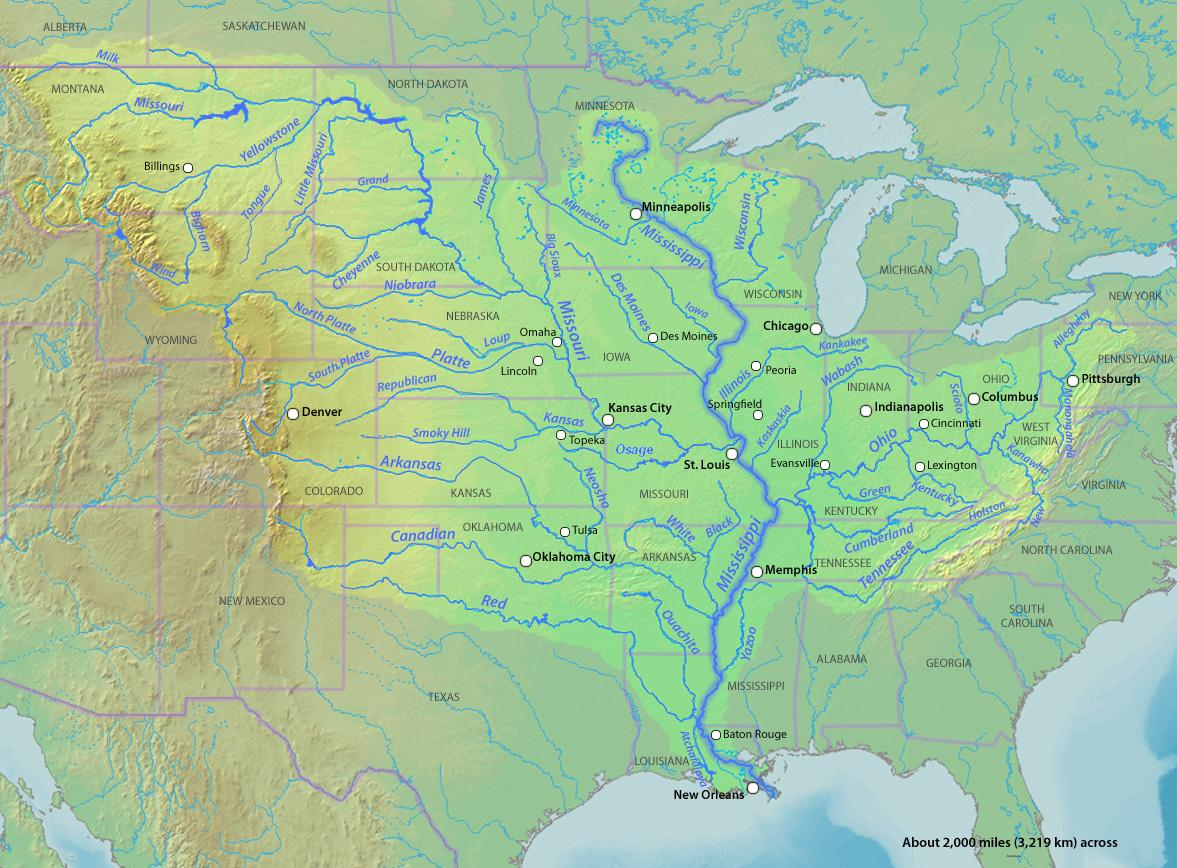
ミシシッピ川流域。ロッキー山脈とアパラチア山脈に挟まれた中央平原のほとんどを流域とする。
アマゾン川流域。セルバのほとんどを占め、オーストラリア大陸に匹敵する世界最大の流域面積を誇る。

## 閉鎖水域の流域
閉鎖水域（湖沼・湾・内海）に流れ込む河川を一まとめに「〇〇流域（流域圏）」と呼ぶ場合もある。水質汚染の指標作りに用いられている（例：東京湾流域［江戸川、多摩川、相模川］など）。

## 流域における水循環
流域における水循環の問題は、水文学（水循環を扱う自然地理学の一分野）の重大な関心事である。水文学では、流域水文学 (英語: watershed hydrology) という一つの学問領域が存在する。流域水文学は水資源確保や災害予測などの面から社会のニーズも高い。ただし、気候・地形・植生・土壌・土地利用・水利用といった自然の作用から人間活動まで幅広く考慮する必要があるので、メカニズムの解明に向けた研究が本格化してきたのは、1970年代以降と比較的最近のことである。研究が可能になった背景には同位体分析の発展が挙げられる。
流域は3次元構造を有し、降水による水の流入と蒸発散・河川流による水の流出、そして、地下水や土壌水としての貯留の3つの水の動きが考えられる。この関係を水収支式で記述すると次のようになる。
{\displaystyle P-E_{t}-R={\frac {dS}{dt}}}
ここで Pは降水量、{\displaystyle E_{t}} は蒸発散量、Rは流出量、{\displaystyle {\frac {dS}{dt}}}は貯留量変化を表す。また、流域は時間成分 tを有するため、4次元で検討する必要がある。また、通常は単位に水柱高 (water height)、すなわち、降水量等の値を流域面積で割ったものを使用する。
検討する水収支の期間 tを1年とした場合、貯留量変化{\displaystyle {\frac {dS}{dt}}}は一般に 0と考えてよい。